# Demetrije († 1387.)
Demetrije (Taškul, Bačka, †20. veljače 1387.), jedan od zagrebačkih nadbiskupa iz redova Hrvata koji je imenovan kardinalom.

## Životopis
Rodio se je u Bačkoj u Taškulu. Predsjedavao je kaptolom u Egeru. 
Od 1360. do 1366. bio je biskup Srijemske biskupije. Papa Urban V. potvrdio ga je 10. srpnja 1364. godine. Nakon biskupovanja Srijemskom biskupijom premješten je u Sedmogradsku (Transilvaniju, Erdelj). Od 1366. do 1376. obnašao je službu biskupa Erdeljske biskupije. Papa ga je na toj dužnosti potvrdio dvije godine nakon ustoličenja, 28. lipnja 1368. 1376. je godine došao na mjesto biskupa Zagrebačke biskupije. Papu Grgura XI. zamolio je nakon imenovanja da ne mora doći odmah u Zagreb. Papa mu je uslišio molbu i dopustio mu je odgađanje do blagdana Duhova 1377. godine. Zabilježeno je da je biskupijska sinoda 8. studenoga 1377. te godine u Zagrebu održana je u njegovoj izočnosti. Ipak već koncem studenoga u Hazmi osobno je predsjedao skupštini biskupovih plemića-podanika. 
Obnašao je dužnost kancelara kralja Ludovika I. Nakon toga premješten je na novu dužnost u Ugarsku, gdje je bio nadbiskup Ostrogonske nadbiskupije od 1378. do 1387. godine. Na nadbiskupsko je mjesto postavljen kolovoza 1378. godine. 18. rujna 1378. papa Urban VI. imenovao ga je stožernikom. Iako kardinal, nikad nije bio u Rimu. Izvori su zabilježili da je Demetrije 1382. održao je sinodu u Ostrogonu. Umro je 20. veljače 1387. godine.